# 지유 (기업)
지유(GU, ジーユー)는 일본의 할인 캐주얼 의류 디자이너, 제조업체 및 소매업체이다. 소매 체인 유니클로의 모회사로 더 잘 알려진 패스트 리테일링의 전액 출자 자회사이다. 이름은 "자유"를 의미하는 jiyū (自由)의 말장난이며, 슬로건은 "패션에 더 많은 자유를" (ファッションを、もっと自由に, fasshon o, motto jiyū ni)를 의미한다. 대표 제품은 청바지로, 가격은 990 엔 (통화) ($8.97 USD)였지만, 2014년 1월 생산을 중단했다. 2025년 2월 28일 기준 기준으로 전 세계에 478개 매장이 있다.

## 역사
GU는 2006년 10월 지바현에 첫 매장을 열어 유니클로보다 더 저렴한 패션 컨셉을 선보였다. 2013년 9월, 회사는 상하이시에 첫 해외 매장을 열었고, 이후 2018년 9월에는 대한민국으로 확장했다. 2022년 10월, GU는 북미 시장 테스트를 위해 뉴욕 소호에 미국 첫 팝업 스토어를 열었다. GU는 2024년 9월 19일, 이전 팝업 스토어 바로 맞은편에 첫 영구 글로벌 플래그십 스토어를 열었다. 팝업 스토어는 플래그십 스토어 개장 직전인 2024년 7월 31일에 문을 닫았다.

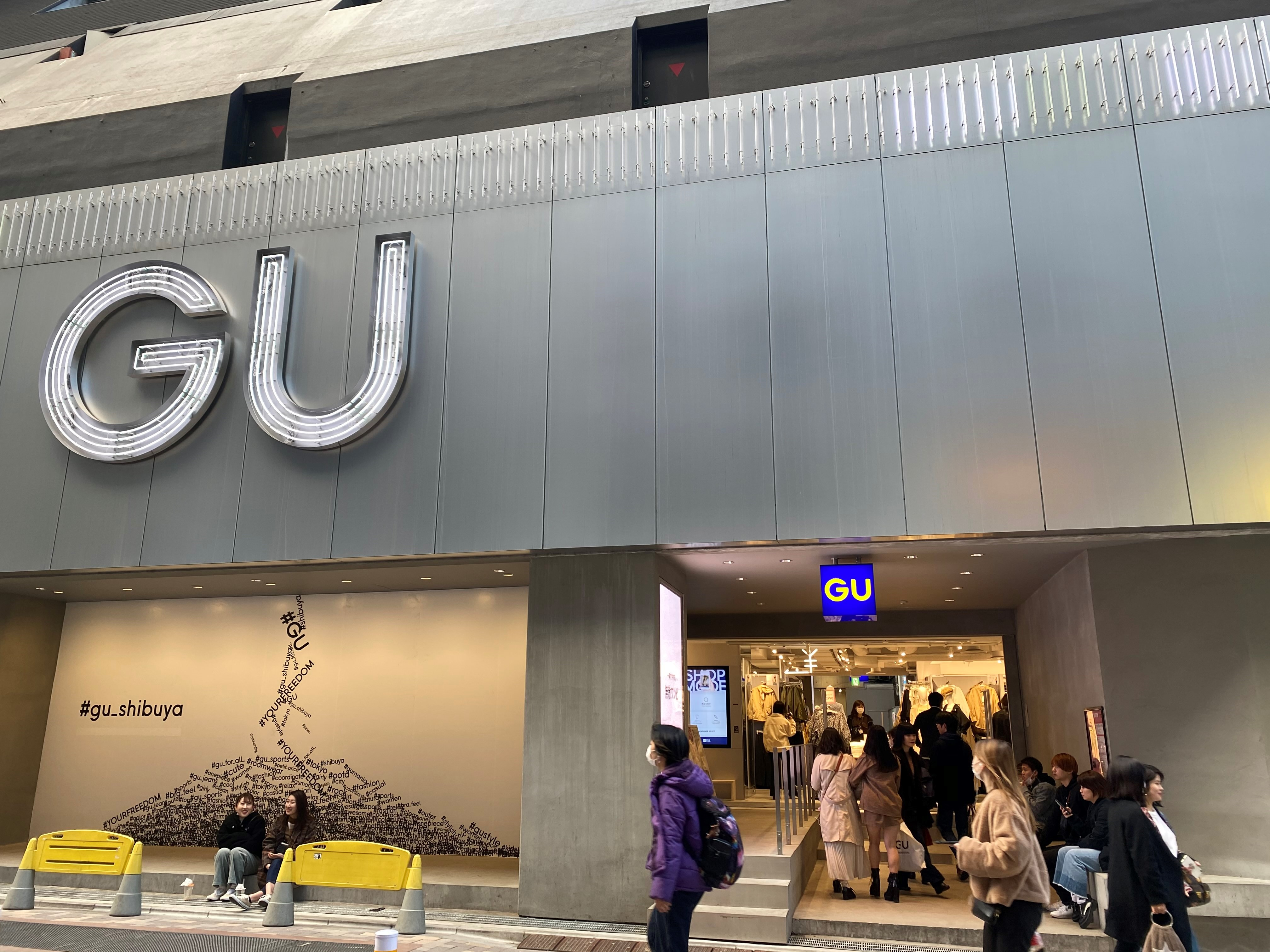
GU 시부야

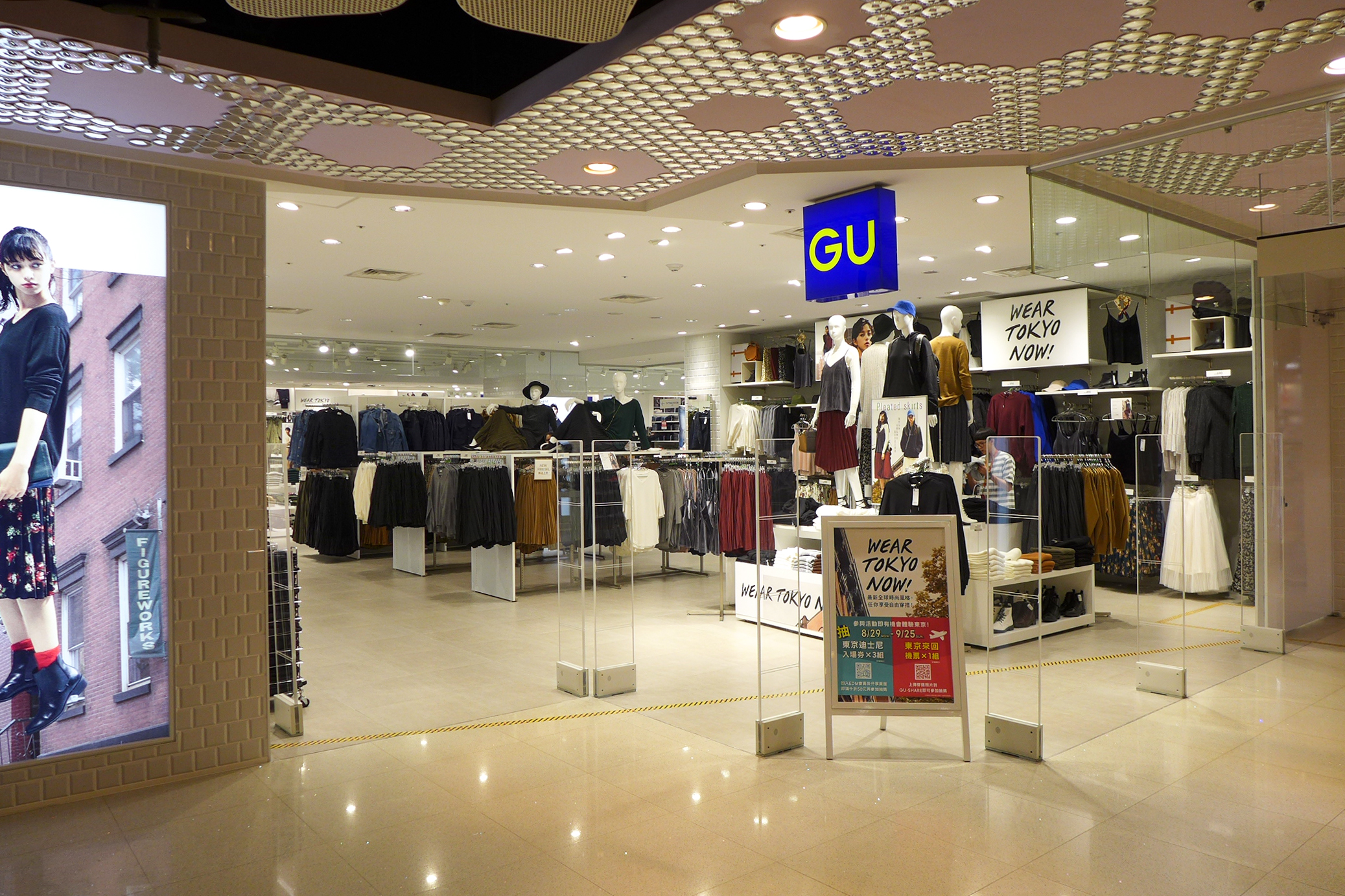
2016년 타이베이 GU 매장